# トニー・ユレル
トニー・ユレル（Tony Hurel、1987年11月1日 - ）は、フランス、リジュー出身の自転車競技（ロードレース、シクロクロス）選手。

## 来歴
2009年
- パリ〜ツール（エスポワール） 6位

2010年
- パリ〜コレーズ 総合12位
- ツール・デュ・ポワトゥー＝シャラント 総合14位
- ポリノルマンド 19位

2011年、チーム・ヨーロッパカーに加入。プロ転向。
- ラ・ルー・トゥランジェル 7位
- ポリノルマンド 14位
- パリ〜カマンベール 16位
- シルキュイ・ド・ラ・サルト 総合17位

2012年
- ポリノルマンド 優勝
- トロ・ブロ・レオン 10位
- シルキュイ・ド・ロレーヌ 総合12位
- グランプリ・ド・ワロニー 13位
- ツール・デュ・フィニステール 13位
- ルート・アデリ・ド・ヴィトレ 16位